# Trpišovice
Trpišovice (en allemand : Terpischowitz) est une commune du district de Havlíčkův Brod, dans la région de Vysočina, en République tchèque. Sa population s'élevait à 176 habitants en 2020.

## Géographie
Trpišovice se trouve à 6 km au sud-est de Ledeč nad Sázavou, à 19 km à l'ouest-nord-ouest de Havlíčkův Brod, à 35 km au nord-ouest de Jihlava et à 80 km au sud-est de Prague.
La commune est limitée par Vilémovice au nord, par Světlá nad Sázavou au nord-est et à l'est, par Dolní Město au sud, et par Kouty et Bojiště à l'ouest.

## Histoire
La première mention écrite de la localité date de 1453.